# بيوتر موليك
بيوتر موليك (بالبولندية: Piotr Mowlik)‏ (مواليد 21 أبريل 1951) هو لاعب كرة قدم. يلعب مع منتخب بولندا لكرة القدم. سبق له أن لعب في كأس العالم لكرة القدم مع منتخب بلاده.

## مسيرته الكروية
لعب بيوتر موليك خلال مسيرته الاحترافية مع 4 أندية في سبعة عشر موسمًا ولم يسجل خلالها أي هدف ضمن 368 مباراة. حيث فاز في موسمين بالكأس وفي موسم واحد بالدوري.
خاض بيوتر موليك مسيرته مع نادي ليغيا وارسو في موسم 1971–72 ليلعب معه ستة مواسم، مشاركًا في 131 مباراة ولم يسجل أي هدف. ثم انتقل إلى نادي لخ بوزنان في موسم 1977–78 ليلعب معه ستة مواسم، حيث شارك في 153 مباراة ولم يسجل أي هدف أيضًا. لينتقل بعدها إلى بيتسبرغ سبيريت ‏ في موسم 1983–84 واستمر معه طيلة ثلاثة مواسم، مشاركًا في 52 مباراة ولم يسجل أي هدف أيضًا. ثم انتقل إلى Tacoma Stars (1983–1992) ‏ في موسم 1985–86 ولمدة موسمين، مشاركًا في 32 مباراة ولم يسجل أي هدف أيضًا.

## روابط خارجية
- بيوتر موليك على موقع الاتحاد الدولي (مؤرشف)  (الإنجليزية)
- بيوتر موليك على موقع قاعدة بيانات كرة القدم.إي يو (الإنجليزية)
- بيوتر موليك على موقع ناشيونال فوتبول تيمز (الإنجليزية)
- بيوتر موليك على موقع Soccerway.com (الإنجليزية)
- بيوتر موليك على موقع عالم كرة القدم.نت (الإنجليزية)
- بيوتر موليك على موقع أوليمبيديا (الإنجليزية)
- بيوتر موليك على موقع اللجنة الأولمبية البولندية (مؤرشف) (البولندية)